# 坎菲爾德 (科羅拉多州)
坎菲爾德（英語：Canfield）是位於美國科羅拉多州圓石縣的一個非建制地區。

## 地理
坎菲爾德的座標為40°03′13″N 105°04′29″W / 40.05361°N 105.07472°W，而該地最高點為海拔高度1535米（即5039英尺）。

## 人口
根據2010年美國人口普查的數據，坎菲爾德的面積為5.00平方千米，當中陸地面積為5.00平方千米，而水域面積為5.00平方千米。當地共有人口500人，而人口密度為每平方千米100人。